# Typ 10 (Panzer)
Der Typ 10 ist ein Kampfpanzer der japanischen Bodenselbstverteidigungsstreitkräfte. Der früher als TK-X oder als MBT-X bezeichnete Panzer soll die Typ-74-Panzer ersetzen und den Typ 90 ergänzen. Die Entwicklung begann Ende der 1990er-Jahre, der Produktionsstart war im Jahr 2010. Am 13. Februar 2008 wurde vom japanischen Technical Research and Development Institute (TRDI) der Prototyp der Öffentlichkeit vorgestellt. Der Schwerpunkt der Konstruktion lag auf verbesserten Fähigkeiten in den Bereichen C4I und Mobilität sowie einem guten Rundumschutz. Der Panzer wird hauptsächlich von Mitsubishi hergestellt.

## Beschreibung
Vom TRDI in Sagamihara wurden Bilder des Fahrzeugs von außen und des Innenraums veröffentlicht. Während der Typ 90 hauptsächlich auf die geografischen Gegebenheiten von Hokkaidō zugeschnitten ist, da dort eine Invasion der Russischen Armee erwartet wurde, soll der Typ 10 auf dem gesamten japanischen Festland eingesetzt werden können. Bei der Konstruktion wurde darauf geachtet, möglichst viele bestehende Teile und Systeme zu verwenden (COTS), so auch die Transportmöglichkeit auf zivilen Sattelaufliegern. Geringe Life-Cycle-Kosten waren ebenfalls eine Zielvorgabe.
Das Design des Typ 10 wurde im Dezember 2009 angenommen. Der Stückpreis liegt bei 1,92 Mrd. Yen (12 Mio. Euro) pro Panzer (Stand 2024). Seit 2010 werden jedes Jahr 13 Stück bestellt, 2013 14 Stück. Bis zum Haushaltsjahr 2015 wird die Anschaffung von insgesamt 68 Panzern geplant. 2024 wurden 12 Modelle in Dienst gestellt.

## Technik

### Schutz
Der Typ 10 ist vor allem auf asymmetrische Kriegführung ausgelegt. So wurde ein besonderes Augenmerk auf einen guten Rundumschutz statt einer starken Frontpanzerung gelegt. Das Fahrzeug hat eine moderne Verbundpanzerung mit Keramik und Kohlenstofffaser und wiegt in dieser Grundkonfiguration 40 Tonnen. Damit ist es mit zivilen Sattelaufliegern transportierbar, was Kosten spart. Im Gefecht wird die Panzerung durch eine Schottpanzerung ergänzt, was dem Fahrzeug sein charakteristisches Aussehen verleiht. Das Gewicht steigt dadurch auf 44 Tonnen. Das Maximalgewicht des Typ 10 liegt bei 48 Tonnen, was eine Gewichtsreserve für mögliche zukünftige Zusatzpanzerung enthält. Die Panzerung ist modular aufgebaut, sodass bei Beschädigungen einzelne Teile ausgetauscht werden können.
Der Panzer hat Laserwarner, Infrarotsensoren (möglicherweise Raketenwarner) und Radarwarner in MEMS-Technik, die an die Nebelmittelwurfanlage gekoppelt sind und 360° abdecken.

### Mobilität
Der Panzer wird durch einen wassergekühlten V8-Dieselmotor mit Turbolader angetrieben (möglicherweise mit verstellbaren Turbinenleitschaufeln). Mit 880 kW und einer spezifischen Leistung von über 20 kW/t ist das Fahrzeug für sein Gewicht verhältnismäßig stark motorisiert und hat wegen des kleinen Motors Vorteile im Kraftstoffverbrauch. Die Verwendung eines stufenlosen Getriebes (continuously variable transmission) ermöglicht es, ohne Verzögerung zu beschleunigen. Die Motorsteuerung lässt den Motor während der Marschfahrt in einem günstigen Drehzahlbereich arbeiten, die Geschwindigkeit wird dabei über das Getriebe gesteuert (Treibstoffersparnis). Bei großem Leistungsbedarf gibt der Motor das maximale Drehmoment ab, wobei das hydromechanische Getriebe das höchstmögliche Drehmoment auf die Ketten überträgt, um hohe Beschleunigungen zu erzielen. Das Fahrzeug hat fünf Laufrollen auf jeder Seite und eine hydropneumatische Federung. Damit ist es möglich, jede Laufrolle individuell anzusteuern, was dem Panzer erlaubt, sich in fast jede Richtung zu neigen. Diese Fähigkeit soll die Fahrt in schwierigen Gelände und das Anvisieren in schwierigen Ziellagesituationen gerade im Häuserkampf verbessern. Der anwesenden Presse wurde kein Blick in den Innenraum des Panzers gewährt, lediglich Fotos des Schützen- und des Kommandantenplatzes wurden veröffentlicht.

### Feuerkraft
Der Typ 10 ist mit einer 120-mm-Glattrohrkanone L/44 mit einem Autolader im Turmheck ausgerüstet. Der Autolader fasst 14 Schuss, weitere Munition wird in der Wanne gelagert. Diese Waffe wird im Inland entwickelt, die Munition ist jedoch kompatibel mit dem Produkt von Rheinmetall. Für die Kanone sollen neue APFSDS-Geschosse entwickelt werden. Als Koaxialwaffe ist ein Maschinengewehr des Kalibers 7,62 x 51 mm NATO eingebaut, auf dem Turmdach befindet sich noch ein ferngesteuertes Browning M2. Das Periskop des Kommandanten sitzt auf einer Art „Turm“, um die Rundumsicht zu verbessern.

### C4I
Der Panzer kann im Sinne der NCW-Doktrin mit anderen Einheiten auf dem Schlachtfeld vernetzt werden, um Daten auszutauschen. Das System soll später auf andere Fahrzeuge, Infanteristen und Fluggeräte (Kawasaki OH-1, Boeing AH-64D) ausgeweitet werden.